# Бјодо
Бјодо (фр. Biaudos) насеље је и општина у југозападној Француској у региону Аквитанија, у департману Ланд која припада префектури Дакс.
По подацима из 2011. године у општини је живело 837 становника, а густина насељености је износила 53,69 становника/km². Општина се простире на површини од 15,59 km². Налази се на средњој надморској висини од 50 метара (максималној 66 m, а минималној 0 m).

## Демографија
| 1962. | 1968. | 1975. | 1982. | 1990. | 1999. | 2011. |
| ----- | ----- | ----- | ----- | ----- | ----- | ----- |
| 384   | 457   | 430   | 474   | 544   | 636   | 837   |

График промене броја становника у току последњих година